# Всеобщая энциклопедия С. Оргельбранда
«Всеобщая энциклопедия С. Оргельбранда» (пол. S. Orgelbranda Encyklopedia Powszechna) — вторая энциклопедия, изданная на польском языке, первая большая энциклопедия. Инициатором её создания был видный польско-еврейский издатель и книготорговец Самуэль Оргельбранд (1810—1868). В отличие от первой энциклопедии «Новые Афины» (1747), «Всеобщая энциклопедия С. Оргельбранда» стала первым универсальным польским энциклопедическим справочником. Издавалась в Варшаве, столице Царства Польского, бывшего в XIX веке частью Российской империи.
Всего издательская фирма Самуэля Оргельбранда выпустила три энциклопедии (в пяти редакциях):
- «Всеобщая энциклопедия С. Оргельбранда» (1859), 28 томов, Варшава, 1859—1868;
- «Всеобщая энциклопедия С. Оргельбранда» (1872), 12 томов, Варшава, три издания: 1872—1876; 1877—1879; 1883—1884;
- «Всеобщая энциклопедия С. Оргельбранда» (1898)[пол.], иллюстрированное издание, 18 томов, Варшава, 1898—1904 (16 томов основной), 1911 год — дополнение, часть I, 1912 год — дополнение, часть II.